# Mitchell Baker
Pour les articles homonymes, voir Baker.
Winifred Mitchell Baker, plus connue sous le nom de Mitchell Baker, est présidente de la Mozilla Foundation et présidente et précédemment Chief Executive Officer de la société Mozilla Corporation, une filiale de la Mozilla Foundation qui coordonne le développement des applications Internet libre du projet Mozilla, dont le navigateur Mozilla Firefox et le client de messagerie Mozilla Thunderbird.
Ayant une formation d'avocate, Mitchell Baker gère les problèmes politiques et commerciaux et préside autant le conseil d'administration de la Mozilla Foundation que celui de Mozilla Corporation. En 2005, Time magazine l'a inscrite dans sa liste annuelle des 100 personnes les plus influentes du monde.

## Activités

### Études et débuts professionnels
Mitchell Baker est reçue AB en études asiatiques de l'université de Californie à Berkeley en 1979, obtenant une mention. Elle reçut son JD à la Boalt Hall School of Law en 1987 et fut admise par le barreau de Californie (State Bar of California) la même année. De janvier 1990 à octobre 1993, elle travaille comme juriste spécialisée en propriété intellectuelle (Corporate and Intellectual Property Associate) au cabinet Fenwick & West LLP, spécialité permettant d'apporter un service juridique aux sociétés de hautes technologies. Elle travaille alors pour Sun Microsystems comme directrice juridique adjointe (Associate General Counsel) de novembre 1993 à octobre 1994.

### Netscape Communications Corporation et mozilla.org
En novembre 1994, Mitchell Baker est une des premières personnes engagées au département juridique de Netscape Communications. Rattachée directement au CEO James L. Barksale, elle structure avec lui ce nouveau département. Elle est responsable de la protection de la propriété intellectuelle et des problèmes légaux relatifs aux développements des produits dont elle rend compte au directeur juridique. Elle crée et gère aussi le groupe spécialisé en nouvelles technologies du département juridique. Elle est impliquée dès le début dans le projet Mozilla, rédigeant la Netscape Public License et la Mozilla Public License. En février 1999, elle devient Chief Lizard Wrangler (general manager) de mozilla.org, la division de Netscape qui coordonne le projet open source Mozilla. Début septembre 2001, après avoir une dernière fois tenu tête à la direction de AOL/Netscape, elle est licenciée durant une vague de licenciements chez America Online, alors maison-mère de Netscape. Parallèlement à ce licenciement, elle rencontre pour la première fois Mitch Kapor qui vient de créer l'Open Source Applications Foundation dont il est le président. En dépit de tout, elle continue son rôle de Chief Lizard Wrangler de mozilla.org en tant que bénévole.

### Open Source Applications Foundation
En novembre 2002, grâce à Mitch Kapor, Mitchell Baker est employée par l'Open Source Applications Foundation, aidant à l'orientation du groupe des relations avec la communauté et occupant un siège au conseil d'administration de l'OSAF. En fait, par cet emploi à temps partiel, Mitch Kapor aide à faire survivre le projet mozilla en rétribuant sa principale cadre. Cependant, depuis le début, une grande partie de son temps est toujours assignée à travailler sur les problèmes de mozilla.org. Alors, constatant que ses tâches sur Mozilla prennent graduellement l'ascendant sur celles de OSAF, elle décide de retourner sur Mozilla à plein temps en janvier 2005. Elle garde cependant son siège au conseil d'administration de l'OSAF.

### Mozilla Foundation et Mozilla Corporation
Mitchell Baker contribue à la création de la Mozilla Foundation, une fondation indépendante à but non lucratif qui est lancée le 15 juillet 2003 quand America Online ferme la division navigateur de Netscape et diminue drastiquement son engagement dans le projet Mozilla. Elle est alors nommée présidente de la nouvelle fondation par un conseil d'administration composé de cinq personnes.
Quand la Mozilla Corporation est créée le 3 août 2005 comme une filiale de la fondation assujettie à l'impôt, Mitchell Baker en est nommée CEO et elle en rejoint le conseil d'administration, cela tout en gardant son siège au conseil de la fondation et son rôle de présidente.
Le 8 janvier 2008, la fondation Mozilla annonce que Mitchell Baker, tout en gardant son rôle de présidente, n'officiera plus comme CEO de Mozilla Corporation, le titre revenant à John Lilly alors Chief Operating Officer. La principale raison invoquée pour ce changement est la croissance rapide du projet qui rend difficile aux cadres la tenue de multiples casquettes. À l'avenir, Mitchell Baker se focalisera sur la vision du futur et le message du projet Mozilla, laissant les tracasseries du fonctionnement d'entreprise de la Mozilla Corporation à son nouveau CEO.
Elle définit elle-même sa nouvelle priorité en écrivant sur son blog au retour de la réception d'un prix décerné au projet par la branche télécommunications des Nations unies en mai 2007 :
« Cette réception rappelle une nouvelle fois, combien il est important d'accorder clairement nos convictions avec nos buts. Nous avons certes de très bons produits, mais ce n'est pas notre plus grand message. Notre message doit porter sur pourquoi nos produits sont bons — comment nous les créons, pourquoi nous les créons, et pourquoi Firefox n'est qu'une partie d'un plus grand effort porté conjointement avec d'autres produits et projets. Et le but premier n'est pas axé sur le produit. Il est axé sur l'Internet et il est axé sur les gens. »
En décembre 2019, Mitchell Baker est nommée PDG par intérim de Mozilla Corporation, afin de remplacer Chris Beard, qui quitte l'entreprise pour « passer plus de temps avec [sa] famille »,. Le 8 avril 2020, elle est officiellement nommée PDG de l'entreprise,,.
Le 8 février 2024, Mitchell Baker cède son poste de directrice générale à Laura Chambers pour redevenir présidente exécutive de Mozilla Corporation,,,.

## Controverses
Mitchell Baker est critiquée pour son niveau de rémunération à la tête de Mozilla. Sur la période 2008-2018, sa paie a augmenté de 400 % alors que la part de marché de Firefox a concomitamment diminué de 85 %. En 2018, elle a perçu 2,458 millions de dollars. Dans le même temps, elle a procédé à de nombreux licenciements, le plus important concernant environ 250 personnes en août 2020, soit 25 % des effectifs,. Pour l'exercice 2021, elle se rémunère à hauteur d'environ 5,6 millions de dollars, et pour l'exercice 2022, cette rémunération passe à environ 6,9 millions de dollars.

## Distinctions
- En mai 2009, Mitchell Baker reçoit la « Woman of Vision Award » de l'Institut Anita Borg pour les femmes et la technologie[20],[21].
- En janvier 2010, Mitchell Baker reçoit le prix Aenna Burda (de) pour ses idées visionnaires, lors de la conférence Digital Life Design (de) à Munich[22].
- En avril 2012, elle rejoint le temple de la renommée d'Internet, dans la catégorie « Innovateurs »[23].
- En février 2018 elle est faite Docteur Honoris Causa de l'université catholique de Louvain[24].

### Autres références
- (en) Annonce par Mitchell Baker de ses nouvelles fonctions sur son blog le 7 janvier 2008.
- (en) Billet de Mitchell Baker à propos du prix décerné à Mozilla par les Nations unies en mai 2007.
- (en) Curriculum vitæ vidéo de Mitchell Baker réalisé par l'Institut Anita Borg en 2009.
- (en) Vidéo du discours de Mitchell Baker à la remise du prix Women of Vision aux Anita Borg Awards 2009 (part.1 et part.2)